# Пігусов Євген Онисійович
Євген Онисович Пігусов (рос. Евгений Анисимович Пигусов; нар. 31 березня 1961, Кемерово) – російський шахіст, гросмейстер від 1987 року.

## Шахова кар'єра
На перетині 1979 і 1980 років розділив 2-5 місце на чемпіонаті Європи серед юніорів до 20 років, який відбувся в Гронінгені. У середині 80-х років почав досягати значних успіхів на міжнародній арені. 1984 року поділив 1-ше місце (разом з Геннадієм Туніком в Улан-Баторі. В 1985 році переміг на турнірі за круговою системою в Баямо , а також поділив 3-тє місце в Гавані (турнір B Меморіалу Капабланки, позаду Карлоса Гарсії Палермо та Анатолія Вайсера, разом з Милорадом Кнежевичем). 1986 року поділив 2-ге місце в Ташкенті (позаду Ігоря Новікова, разом з Олександром Хасіним, Лембітом Оллем і Олексієм Єрмолінським) і переміг (разом зі Василем Смисловим, Олександром Черніним і Ласло Черною) в Копенгагені. В 1987 році поділив 2-ге місце в Москві (позаду Григорія Кайданова, разом з Олексієм Вижманавіним) і переміг (разом з Сергієм Смагіним і Андрієм Харитоновим) в Сочі. 
У наступних роках досягнув успіхів, зокрема, в таких містах, як: Дордрехт (1988, поділив 2-ге місце позаду Олександра Халіфмана, разом з Ральфом Лау і Люком Вінантсом), Белград (1988, відбірковий турнір GMA, поділив 1-ше місце разом із, зокрема, Михайлом Гуревичем, Левом Псахісом і Левом Полугаєвським), Санкт-Петербург (1993, зональний турнір, поділив 1-ше місце), Комотіні (1993, поділив 1-місце разом із, зокрема, Ільдаром Ібрагімовим і Васіліосом Котроніасом), Рейк'явік (1994, поділив 1-місце разом з Ханнесом Стефанссоном і Вадимом Звягінцевим), Пекін (1997, посів 3-тє місце позаду Сергія Тівякова і Бориса Альтермана), Тула (поділив 2-ге місце позаду Андрія Харлова) і Дубай (2002, поділив 2-ге місце позаду Олександра Голощапова, разом із, зокрема, Яаном Ельвестом, Сергієм Волковим і Михайлом Улибіним).
1993 року потрапив до міжзонального турніру в Білі, на якому посів 42-ге місце серед 73 учасників. Також виступив на чемпіонаті світу ФІДЕ 2001, який відбувся в Москві за олімпійською системою, де в 1-му раунді переміг Чжана Пенсяна, але в 2-му програв Олексієві Дрєєву і вибув з подальшої боротьби.
Найвищий рейтинг Ело в кар'єрі мав станом на 1 січня 2002 року, досягнувши 2623 очок займав тоді 65-те місце в світовому рейтинг-листі ФІДЕ.